# Касъмпаша
Касъмпаша (на турски: Kasımpaşa) е квартал на работническата класа на северния бряг на Златния рог в район Бейоглу в Истанбул, Турция, от европейската страна на града. Някога най-известен със своите военноморски бази и корабостроителници, това е бързо развиваща се област, която вероятно ще бъде силно променена от проектите Haliçport-Tersane Istanbul, които се оформят по протежение на бреговата ивица през 2022 г.
Съседните райони включват Пиялепаша, Хаскьой и Шишехане, с които е свързан с тунел на метрото. Също така наблизо са Долапдере и Kуртулюс, който е основан, като Taтавла, от грък от Хиос, който е избрал да напусне домовете си в Kaсъмпаша за по-високо място, след като тяхната църква е превърната в джамия. Фериботът Златен рог спира в Kaсъмпаша, свързвайки го с Юскюдар, Kаракьой, Фенер, Балат, Aйвансарай, Eюп и Сютлюдже.
Kaсъмпаша е най-ниско оцененият имот в настолната игра Истанбул Монопол.

## История
През 1453 г. султан Мехмед II успява да пробие защитата на Златния рог, като кара корабите му да бъдат изтеглени по суша от близо до Долманахче до това, което става Касъмпаша, където могат да бъдат пуснати отново във водата. Той продължава да превзема Константинопол от византийците.
Kaсъмпаша носи името си от един от военните лидери на Сюлейман Великолепни от началото на 16-ти век, който е възнаграден, като му е даден районът, след като превзема Буда за султана през 1530 г. Районът скоро е разработен, за да приюти императорския арсенал и доковете на Османската флота, дом на 120 кораба. По онова време това все още е много зелена зона и скоро тук е построена дървена Tersane Sarayı (Корабостроителен дворец), така че Султан Ахмед I да има място за почивка, когато пътува тук, за да практикува стрелба с лък. Единствената следа от него сега е сградата Aynalıkavak Kasrı, която е отворена за обществеността.
Турска военноморска гимназия е основана тук през 1773 г., за да се преподава геометрия и навигация на морски и цивилни търговски капитани на борда на галеон, закотвен в Касъмпаша. През 1785 г. адмирал Джезаирли Гази Хасан паша построява тук огромна казарма, която оцелява и до днес точно навътре от фериботния терминал Kaсъмпаша.
През 1821 г. голяма част от квартал Касъмпаша е унищожен от пожар. От 1838 до 1850 г. тук се е помещавала Турската военноморска академия.
С упадъка на империята корабостроителницата е занемарена. До управлението на султан Абдул Азис I османският флот все още разполага с 21 бойни кораба и 173 други типа бойни кораби, което го прави третият по големина флот в света след британския и френския. Въпреки това, след икономическата криза от 1875 г. (която предизвика Голямата източна криза в балканските провинции на Османската империя) такъв голям флот се превръща в източване на османската хазна.
През 1860 г. османско-венецианският еврейски банкер Абрахам Саломон Камондо построява дворец за себе си на брега. Този Kamondo Sarayı (Camondo Palace) е проектиран от османско-арменския архитект Саркис Балян. Той се превръща в щаб на Османското министерство на флота (Bahriye Nezareti), преди да стане щаб на Истанбулското военноморско командване на 14 ноември 1922 г. след примирието от Мудания.
По време на бунтовете от 1955 г. гръцките жилища в Касъмпаша са били нападнати и ограбени.
Доскоро старият арсенал все още извършва ремонт на кораби. Въпреки това през 2022 г. работата по превръщането му в културен център е в ход.

## Известни жители
Срещу фериботния терминал Kасъмпаша има статуя на османски сановник с неговия домашен любимец лъв до него. Това е Джезаири (алжирец) Гази Хасан паша, адмиралът от 18-ти век, отговорен за изграждането на Kalyoncu Kişlası (Казармите Kaлйонджу) зад него през 1785 г.
Османският банкер Абрахам Камондо е живял известно време в крайбрежен дворец в Касъмпаша.
Президентът на Турция Реджеп Тайип Ердоган е роден в Касъмпаша и е посещавал местното религиозно училище Имам Хатип.

## Съвременен Касъмпаша
През първите години на републиката индустриализацията на неговите брегове прави Златния рог много непривлекателен, а самият Касъмпаша е солиден квартал и дом на работническата класа, особено за моряците и хората, работещи в корабостроителницата. В началото на 21-ви век Голямата община на Истанбул започва да инвестира в Kaсъмпаша, изграждайки нов футболен стадион, спортен комплекс, плувен басейн, библиотека и съоръжения за отдих, с фитнес и здравни съоръжения, достъпни за обществеността.
През 2022 г. се работи по превръщането на комплекса от казарми Kalyoncu Kışlası от 18-ти век в нов щаб/административна сграда (Hükümet Konağı) на район Бейоулу.

### Халичпорт-Терсане Истанбул
Голяма част от бреговата линия на Златния рог на Kaсъмпаша в момента се преобразува в комплекс Haliçport-Tersane Istanbul от магазини, хотели и ресторанти, частично повторно използване на някои от старите сгради на корабостроителницата и частично изграждане на нови. Ново яхтено пристанище е част от плановете, които също така предвиждат музеят Садберк Ханъм да се премести от сегашното си местоположение в Бююкдере на Босфора до бреговете на Златния рог.

## Касъмпаша СК
Кварталът се превръща в синоним на местния футболен отбор Касъмпаша, първоначално основан през 1921 г., който сега играе в Суперлигата. Неговите домакински мачове се провеждат на многофункционалния стадион Реджеп Тайип Ердоган с 13 500 места, открит през 2005 г. и кръстен на турския президент Реджеп Тайип Ердоган.

## Местни забележителности
Aynalıkavak Kasrı е павилион в гориста местност близо до брега на Златния рог. Единствената останала част от Tersane Sarayı (Корабостроителница) от началото на 17-ти век, която е била значително разширена в началото на 18-ти век, съдържа малък музей на музикални инструменти.
Комплексът Güzelce Kasım Pasa Cami, известен още като Cami-i Kebir, в центъра на търговската зона на Kaсъмпаша, първоначално е проектиран от Мимар Синан през 1533-34 г., но е напълно възстановен през 19 век след пожар. През 2022 г. той е в процес на основна реставрация. Büyük Hamam (Голяма баня), прикрепена към джамията, все още е в експлоатация днес.
Нито историческите казарми Kalyoncu Kışlası, нито Bahriye Nezareti (Военноморски щаб) са отворени за обществеността през 2022 г.